# Photino
Photino là một hạt cơ bản giả tưởng, là đối tác siêu đối xứng của photon theo giả thuyết dự đoán của thuyết siêu đối xứng. Nó là một ví dụ về một gaugino. Mặc dù không có một photino nào đã từng được quan sát cho đến nay, nhưng nó là một trong những ứng cử viên cho hạt nhẹ và ổn định nhất trong vũ trụ. Một vài giả thuyết là cho rằng rằng là photino được tạo ra bởi các tia vũ trụ.

## Thông số
Photino có một số lepton 0, số baryon 0, và spin 1/2. Với R-tương đương là -1 nó là có thể có một ứng cử viên cho giả thuyết vật chất tối.